# Antitus Faure
Antitus Faure, ecclésiastique, poète et rhétoriqueur de la fin du XVe siècle, mort entre décembre 1501 et 1506, est connu pour ses œuvres littéraires dédiées à l’évêque de Lausanne Aymon de Montfalcon.